# Otiški Vrh
Otiški Vrh je naselje z okoli 900 prebivalci v Občini Dravograd v severni Sloveniji, natančneje v hribih jugovzhodno od Dravograda
Župnijska cerkev je romarska cerkev posvečena Svetemu Petru. Zgrajena je na Kronski gori, visoko nad dolino Mislinje. Gre za baročno stavbo z dvonadstropno vhodno fasado in dvojnim zvonikom, ki je bila zgrajena med letoma 1745 in 1750. Druga cerkev na vzhodnem delu naselja je posvečena sv. Osvaldu. Je poznogotska cerkev s freskami iz 17. stoletja.